# Confederação Brasileira de Atletismo
Der Confederação Brasileira de Atletismo (CBAt) ist der Dachverband der brasilianischen Leichtathletik.

## Geschichte
Die CBAt wurde am 2. Dezember 1977 gegründet. Es ersetzte die Federação Brasileira de Sportes Atleticos, die 1914 gegründet worden war.

## Übergeordnete Verbände
Der CBAt ist der nationale Mitgliedsverband für Brasilien in mehreren internationalen Organisationen. Dazu zählt als Internationaler Verband der Leichtathletik, World Athletics und der Kontinentalverband Confederación Sudamericana de Atletismo.
Außerdem ist er im Verband der Panamerikanischen Leichtathletik (APA) vertreten.
Des Weiteren ist der brasilianische Leichtathletikverband Mitglied im Brasilianischem Olympischem Komitee.

## Gliederung
Der Verband besteht aus 27 nationalen Föderationen, eine für jeden Bundesstaat Brasiliens und eine für den Bundesdistrikt.
| Bundesstaat         | Organisation                                                      | Webseite                         |
| ------------------- | ----------------------------------------------------------------- | -------------------------------- |
| Acre                | Federação Acreana de Atletismo - FAcA                             |                                  |
| Alagoas             | Federação Alagoana de Atletismo - FAAt                            |                                  |
| Amapá               | Federação de Atletismo do Amapá - FAAp                            |                                  |
| Amazonas            | Federação Desportiva de Atletismo do Estado do Amazonas - FEDAEAM |                                  |
| Bahia               | Federação Bahiana de Atletismo - FBA                              | www.fba.org.br                   |
| Ceará               | Federação Cearense de Atletismo - FCAt                            | www.fcatletismo.com.br           |
| Distrito Federal    | Federação de Atletismo do Distrito Federal - FAtDF                | www.fatdf.org.br                 |
| Espírito Santo      | Federação Capixaba de Atletismo - FECAt                           |                                  |
| Goiás               | Federação Goiana de Atletismo - FGAt                              | atletismodegoias.com             |
| Maranhão            | Federação Atlética Maranhense - FAMA                              |                                  |
| Mato Grosso         | Federação de Atletismo de Mato Grosso - FAMT                      | www.famt.com.br                  |
| Mato Grosso do Sul  | Federação de Atletismo de Mato Grosso do Sul - FAMS               |                                  |
| Minas Gerais        | Federação Mineira de Atletismo - FMA                              |                                  |
| Pará                | Federação Paraense de Atletismo - FPAt                            | www.fpat.com.br                  |
| Paraíba             | Federação Paraibana de Atletismo - FPbA                           |                                  |
| Paraná              | Federação de Atletismo do Paraná - FAP                            | www.atletismofap.org.br          |
| Pernambuco          | Federação Pernambucana de Atletismo - FEPA                        | www.atletismopernambucano.com.br |
| Piauí               | Federação de Atletismo do Piauí - FAPI                            |                                  |
| Rio de Janeiro      | Federação de Atletismo do Estado do Rio de Janeiro - FARJ         | www.atletismorio.com.br          |
| Rio Grande do Norte | Federação Norte-Rio-Grandense de Atletismo - FNA                  | www.fnatletismo.com.br           |
| Rio Grande do Sul   | Federação de Atletismo do Estado do Rio Grande do Sul - FAERGS    | www.faergs.org.br                |
| Rondônia            | Federação de Atletismo de Rondônia - FARO                         |                                  |
| Roraima             | Federação Roraimense de Atletismo - FERA                          |                                  |
| Santa Catarina      | Federação Catarinense de Atletismo - FCA                          | www.fcatletismo.org.br           |
| São Paulo           | Federação Paulista de Atletismo - FPA                             | www.atletismofpa.org.br          |
| Sergipe             | Federação Sergipana de Atletismo - FSAt                           |                                  |
| Tocantins           | Federação de Atletismo do Estado do Tocantins - FATO              |                                  |

## Sponsor
Der Verband wird aktuell vom Sportartikelhersteller Nike gesponsert.